# Nicolaus af Autrecourt
Nicolaus af Autrecourt eller Nicholas d'Autrécourt, Nicolaus de Autricuria, Nicolaus de Ultricuria (ca. 1300 i Autrecourt – efter 1350 i Metz ; ?1299-1369?) var en fransk filosof og teolog.
Nicolaus af Autrecourt blev kendt på grund af sin kritik af substansbegrebet og den traditionelle kausalitetslære, hvorfor han ofte kaldes for "middelalderens David Hume".
I diskussionen om unversalierne indtog Nicolaus en nominalistisk position. Han kom dog i konflikt men Kurien som anklagede ham og tvang ham til at tilbagekalde mange af sine teser.
I Nicolaus von Autrecourts filosofi spillede sandsynligheden en central rolle, således skulle en atomistisk opfattelse af rum og tid ifølge ham være mere sandsynlig en den aristoteliske tese om rum og tid som uendeligt delbare kontinua.